# Choccuma
Choccuma, nekadašnje maleno pleme američkih Indijanaca, koji su živjeli negdje u kraju između Choctawa i Cherokeeja, možda u današnjoj Alabami. Poznato je da su imali svega jedno selo koje su negdje 1770. uništili i zapalili Choctawi. Njihovi ratnici su tom prilikom bili pobijeni, a žene i djeca odvedeni u roblje.